# Pareques perissa
Pareques perissa es una especie de pez de la familia Sciaenidae en el orden de los Perciformes.

## Morfología
Los machos pueden llegar alcanzar los 30 cm de longitud total.

## Hábitat
Es un pez de mar de clima tropical y asociado a los  arrecifes de coral que vive entre 3-36 m de profundidad.

## Distribución geográfica
Se encuentra en el Océano Pacífico suroriental: las Islas Galápagos.